# Blackout (bok)
Blackout, bok skriven av Johanne Hildebrandt. Boken handlar om hennes tid som krigskorrespondent på Balkan.

## Handling
Med Iliaden i bakfickan och en svensk legosoldat som livvakt ger sig Johanne Hildebrandt in Kroatien för att bli krigskorrespondent. Det gick åt skogen med en gång. Hon träffades av granatsplitter, blev arresterad för spioneri och hotades med deportering. Det tog över ett år innan hon lärde sig att arbeta i ett krig, men då gjorde hon det omöjliga möjligt. På vägen mötte hon kärleken i en dansk fotograf och djup vänskap hos en bosnisk kvinna.